# George Draga
George Draga (n. 26 aprilie 1935, Aldești, județul Arad - d. 3 octombrie 2008, Brașov) a fost un compozitor român contemporan.

George Draga, 2007

## Biografie
A studiat la Liceul Militar Muzical (1946-1954) cu Hans Hoerath și Dumitru Văsescu (clarinet), Alexandru Teodorescu și George Manoliu (vioară), Constantin A. Ionescu (teorie-solfegii), Anastasie Danu (armonie), Ion Totan (teoria instrumentelor-orchestrație); Conservatorul din București (1957-1963) cu Victor Iușceanu (teorie-solfegii), Ion Dumitrescu (armonie), Nicolae Buicliu (contrapunct), Anatol Vieru (compoziție-orchestrație), Alexandru Pașcanu (teoria instrumentelor), Tudor Ciortea (forme muzicale), Zeno Vancea (istoria muzicii), Tiberiu Alexandru și Emilia Comișel (folclor), Dumitru D. Botez (dirijat cor), Madeleine Cocorăscu (pian auxiliar).

### Activitate
Din 1963 până în 1993 a fost redactor la revista Muzica a Uniunii Compozitorilor și Muzicologilor din România. În această calitate a publicat analize ale unor creații ale compozitorilor: Aurel Stroe, Ștefan Niculescu, Tiberiu Olah, Wilhelm Berger, Cornel Țăranu, Zeno Vancea etc. și a susținut conferințe muzicale în diferite orașe ale țării. Din 1993 până în 1998 a fost muzeograf la Muzeul „George Enescu” unde, printre altele, a realizat majoritatea fișelor creației lui George Enescu. 
În 1969 a obținut Premiul Uniunii Compozitorilor pentru Uvertura de concert nr. 1 (pentru lucrări de mici dimensiuni).

### Creații
14 simfonii; Uverturile de concert nr. 1, 2 si 3; Heterofonii'; 2 Rapsodii'; 'Missa deconcert'; 'Preludiu pentru orchestră de coarde și cvintet de suflători; Muzică de concert; poemul simfonic Sarmizegetusa;Serenada pentru Corn si orchestra, șase, cantate (printre care 'Imn Patriei', 'Cantata de Crăciun, Cantata de Anul Nou, 'Cantata' 'lirică', 'Cantata' 'rustică); Concerte pentru diferite instrumente (vioară, flaut, fagot, flaut); trei cvartete de coarde; suite de dansuri (jocuri) populare din diferite zone ale țării (Maramureș, Bihor, Banat, Crișana, Transilvania, Brașov); 12 Marșuri pentru fanfară, ulterior orchestrate pentru orchestră simfonică; muzică corală (Cântece din Năsăud, Floarea soarelui – 12 Coruri pe versuri de Monica Pillat, Cântece din Maramureș, Colinde maramureșene, volumele de coruri: "Dragu-mi la veselie…", "Vino, bade, joi la noi…", "Badea-i cu două drăguțe…", Coruri bărbătești); 12 Psalmi pentru voce și pian; 12 Cîntece populare pentru voce și pian Dansuri din Transilvania,pentru orchestra (august, 2005); Dansuri din Banat (august, 2005); Simfonia a VI-a (august, 2005); Cantata de Crăciun II, pentru cor mixt și orchestră (august, 2005); Divertisment în stil clasic, pentru orchestră (noiembrie, 2005); Concert pentru orchestră de coarde (noiembrie, 2005); Cvartet de coarde nr.3 (noiembrie, 2005); Cvartet pentru flaut, oboi, clarinet și fagot (noiembrie, 2005); "Badea-i cu două drăguțe", coruri mixte (decembrie, 2005); Simfonia a VII-a (16 ianuarie 2006); Dansuri din ținutul Aradului, pentru orchestra (1 ianuarie 2006); 12 Marșuri de concert, pentru orchestră (februarie, 2006); Dansuri românești din zona Brașovului, pentru orchestră (februarie, 2006); Cantata rustică, pentru cor mixt și orchestră (februarie, 2006); Cantata lirică, pentru cor mixt și orchestră (martie, 2006); Simfonia a VIII-a (mai, 2006); Jocuri din Bihor I, pentru orchestră (iunie, 2006); Coruri bărbătești II (iunie, 2006); Jocuri din Bihor II (iunie, 2006); Simfonia a IX-a (21 iulie 2006); Simfonia a X-a (29 octombrie 2006); Concertino pentru vioară și orchestră (noiembrie, 2006); Cântece populare pentru voce și orchestră (noiembrie, 2006); Jocuri din Bihor III, pentru orchestră (noiembrie, 2006); Concert pentru flaut și orchestră (decembrie, 2006); Lieduri pe versuri de Monica Pillat (decembrie, 2006); Concert pentru fagot și orchestră (27 decembrie 2006); Concert pentru oboi și orchestră (6 februarie 2007); Rapsodie pentru corn și orchestră (aprilie, 2007); Dansuri din Transilvania II, pentru orchestră (aprilie, 2007); Fantezie pentru pian și orchestră (mai, 2007); Dansuri din Transilvania III, pentru orchestră (iunie, 2007); Variațiuni pe o temă de Haendel, pentru orchestră (23 iunie 2007); Variațiuni pe o temă de Orlando di Lasso, pentru orchestră (4 iulie 2007); Variațiuni pe o temă de Palestrina (11 iunie 2007); Variațiuni pe un imn de Sabin Drăgoi, pentru orchestră (23 iulie 2007); Variațiuni pe un vechi colind românesc, pentru orchestră (15 decembrie 2007); Uvertura de concert nr.3 (septembrie, 2007); Simfonia a XI-a (15 decembrie 2007); Simfonia a XII-a (23 aprilie 2008); Sonata a II-a pentru pian (10 iulie 2008); Simfonia a XIII-a (20 iulie 2008); Simfonia a XIV-a (5 septembrie 2008).